# House Party (2023)
House Party é um filme de 2023 dirigido por Calmatic. É um remake do filme de 1990 de mesmo nome.

## Sinopse
Sem dinheiro, sem sorte e recém-saídos de seus empregos braçais como faxineiros, os aspirantes a promotores de clubes/melhores amigos Damon e Kevin decidem dar a festa do ano na mansão exclusiva de LeBron James, o local de seu último trabalho de limpeza.

## Elenco
- Jacob Latimore como Kevin
- Tosin Cole como Damon
- DC Young Fly como Vic
- Karen Obilom como Venus
- Andrew Santino como Peter
- Melvin Gregg como Larry
- Rotimi como Guile
- Allen Maldonado como Kyle
- Shakira Ja'nai Paye como ela mesma
- Tamera Kissen como ela mesma
- Michael C. Bradford como ele mesmo
- Bill Bellamy como ele mesmo
- Scott Mescudi como ele mesmo
- LeBron James como ele mesmo
- Lil Wayne como ele mesmo
- Snoop Dogg como ele mesmo
- Tinashe como ela mesma
- Lena Waithe como ela mesma
- Anthony Davis como ele mesmo

Além disso, Kid N' Play aparecem como eles mesmos depois de estrelar os filmes originais.

## Produção
Em fevereiro de 2018, foi anunciado que a New Line Cinema estava desenvolvendo um remake do filme House Party de 1990 com produção de LeBron James e Maverick Carter. Em setembro de 2019, foi anunciado que Calmatic dirigiria o filme.
Em abril de 2021, Jorge Lendeborg Jr. e Tosin Cole foram anunciados como protagonistas. Posteriormente, DC Young Fly, Karen Obilom, Melvin Gregg, Rotimi, Allen Maldonado, Shakira Ja'nai Paye, Andrea Santino e Bill Bellamy se juntaram ao elenco. Em julho de 2021, Lendeborg Jr. foi substituído por Jacob Latimore.

## Lançamento
House Party foi lançado nos cinemas estadunidenses pela Warner Bros. Pictures em 13 de janeiro de 2023.

## Recepção
Tem um índice de aprovação de 33% no agregador de resenhas Rotten Tomatoes, com uma classificação média de 4,50 em 10 com base em 36 resenhas.